# دونالد والتر غوردون موراي
دونالد والتر غوردون موراي (بالإنجليزية: Donald Walter Gordon Murray)‏‏ (29 مايو 1894 - 7 يناير 1976 ) طبيب من كندا.

## الجوائز
- شريك وسام كندا
- جائزة مؤسسة غيردنر الدولية